# Jorge Mandrú
Jorge Mandrú (* 5. Mai 1986 in Osorno) ist ein chilenischer Skirennläufer.

## Karriere
Mandrú gab sein internationales Renndebüt bei den argentinischen Meisterschaften 2001, wobei hier Rang 19 im Slalom seine beste Platzierung war. Seine erste internationale Großveranstaltung bestritt er bei den Juniorenweltmeisterschaften 2003 in der französischen Region Hautes-Alpes. Als bestes Ergebnis erreichte er hier den 55. Platz im Riesenslalom. Am 3. Dezember 2005 feierte Mandrú beim Riesenslalom von Beaver Creek sein Weltcupdebüt, wobei er bereits im ersten Durchgang ausschied. In derselben Saison nahm er erneut an den Juniorenweltmeisterschaften teil, als auch bei den regulären Weltmeisterschaften teil. Bei den Junioren konnte er sich als 68. der Abfahrt klassieren, bei den „Erwachsenen“ schied er im Riesenslalom aus.
2006 vertrat Jorge Mandrú erstmals sein Heimatland bei den Olympischen Winterspielen. Bei den Wettkämpfen in Turin konnte er sich gegenüber den vorangegangenen Großereignissen steigern und belegte Platz 49 in der Abfahrt. Im darauffolgenden Jahr erreichte er bei den Weltmeisterschaften im schwedischen Åre seine beste Platzierung bei einem Großereignis. Er wurde 47. in der Abfahrt.
Seine größten Erfolge zu dieser Zeit feierte Mandrú allerdings im South American Cup. In der Saison 2007 konnte er die Slalomwertung für sich entscheiden und wurde zweiter in der Gesamtwertung so wie dritter in der Riesenslalomwertung. 2009 und 2010 erreichte erneut vordere Ränge in diesen Wertungen, 2012 gewann er die Abfahrtswertung. Bei den Weltmeisterschaften 2009 in Val-d’Isère platzierte sich Mandrú erneut im Rahmen seiner Möglichkeiten, er wurde 52. im Riesenslalom.
2010 nahm Mandrú ein zweites Mal an Olympischen Winterspielen teil. In Vancouver wurde ihm die Ehre zu Teil als Fahnenträger seiner Mannschaft bei der Eröffnungsfeier einzumarschieren. Mit Rang 52 im Riesenslalom konnte er sich allerdings nicht im Vergleich zu den Spielen von Turin steigern.
Mandrú wurde 2010 nationaler Meister im Riesenslalom. Seine letzten internationalen Rennen bestritt Mandrú im Januar 2011 in Caspoggio.

## Erfolge

### Olympische Spiele
- Turin 2006: 49. Abfahrt, DSQ Kombination
- Vancouver 2010: 52. Riesenslalom, 56. Abfahrt, DNF Super-G

### Weltmeisterschaften
- Bormio 2005: DNF Riesenslalom
- Åre 2007: 47. Abfahrt, 64. Super-G, DNF Kombination, DNQ Riesenslalom
- Val-d'Isère 2009: 52. Riesenslalom, DNF Super-G

### Juniorenweltmeisterschaften
- Hautes-Alpes 2003: 55. Riesenslalom, 74. Super-G, DNF Abfahrt, DNF Slalom
- Bardonecchia 2005: 68. Abfahrt, 71. Super-G, DNF Riesenslalom, DNF Slalom

### South American Cup
- Saison 2007: 1. Slalomwertung, 2. Gesamtwertung, 3. Riesenslalomwertung, 7. Super-G Wertung, 22. Abfahrtswertung
- Saison 2009: 2. Gesamtwertung, 3. Riesenslalomwertung, 7. Kombinationswertung, 7. Slalomwertung, 11. Abfahrtswertung, 20. Super-G-Wertung
- Saison 2010: 2. Gesamtwertung, 2. Riesenslalomwertung, 2. Slalomwertung, 10. Abfahrtswertung, 25. Super-G-Wertung
- Saison 2012: 1. Abfahrtswertung, 2. Kombinationswertung, 3. Gesamtwertung, 5. Super-G-Wertung, 12. Slalomwertung, 30. Riesenslalomwertung
- 14 Podestplätze davon 2 Siege:

| Datum              | Ort                | Land  | Disziplin |
| ------------------ | ------------------ | ----- | --------- |
| 19. September 2005 | La Parva           | Chile | Slalom    |
| 6. September 2010  | Nevados de Chillan | Chile | Abfahrt   |

### Sonstige Erfolge
- Ein Sieg bei einem FIS-Rennen